# Háje (Kolová)
Háje (dříve Funkštejn, německy Funkenstein) jsou vesnice, část obce Kolová v okrese Karlovy Vary v Karlovarském kraji. Nachází se asi 1,5 kilometru západně od Kolové. Háje leží v katastrálním území Háje u Karlových Var o rozloze 3,17 km².

## Historie
První písemná zmínka o vesnici pochází z roku 1536.

## Obyvatelstvo
Při sčítání lidu v roce 1921 ve vsi žilo 232 obyvatel (z toho 101 mužů) německé národnosti. Kromě jednoho evangelíka se hlásili k římskokatolické církvi. Podle sčítání lidu z roku 1930 měla vesnice 232 obyvatel německé národnosti a římskokatolického vyznání.
| Rok            | 1869 | 1880 | 1890 | 1900 | 1910 | 1921 | 1930 | 1950 | 1961 | 1970 | 1980 | 1991 | 2001 | 2011 | 2021 |
| -------------- | ---- | ---- | ---- | ---- | ---- | ---- | ---- | ---- | ---- | ---- | ---- | ---- | ---- | ---- | ---- |
| Počet obyvatel | 220  | 245  | 267  | 273  | 277  | 232  | 232  | 89   | 108  | 85   | 74   | 71   | 79   | 130  | 182  |
| Počet domů     | 32   | 34   | 36   | 37   | 39   | 39   | 43   | 32   | 32   | 21   | 20   | 22   | 28   | 51   | 62   |

## Obecní správa
Při sčítání lidu v letech 1869–1950 Háje byly samostatnou obcí, se kterým patřily nejprve do okresu Karlovy Vary, ale v roce 1950 v okrese Karlovy Vary-okolí. Od roku 1960 jsou částí obce Kolová v okrese Karlovy Vary. V roce 1869 k obci patřila Březová.

## Pamětihodnosti
- Na vrcholu Zámeckého vrchu (624 metrů), necelý jeden kilometr severozápadně od vesnice (už v katastrálním území Březová), se dochovaly drobné pozůstatky středověkého hradu Funkenštejn.

## Galerie

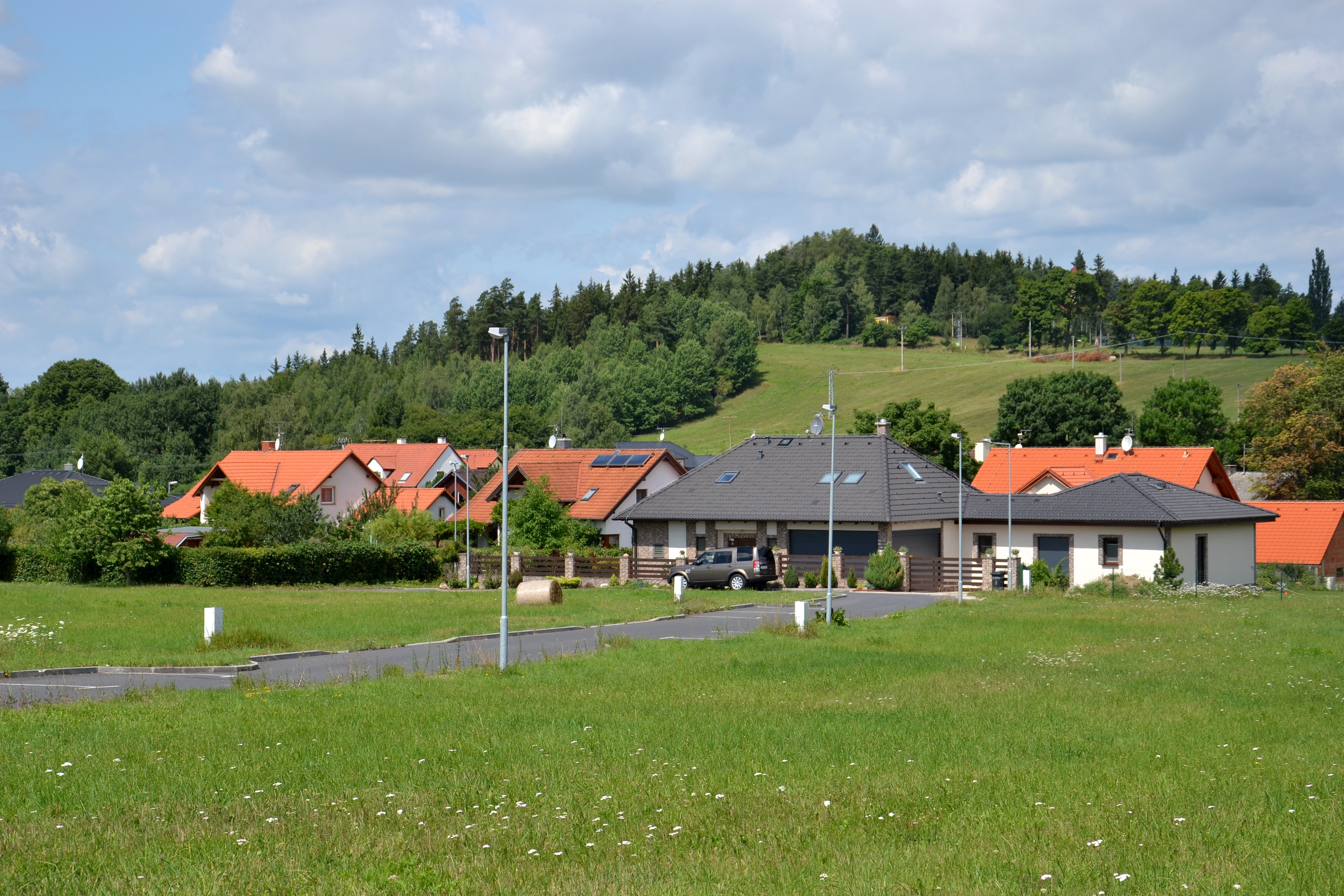
Okrajová část vesnice a vrch se zbytky hradu Funkenštejn
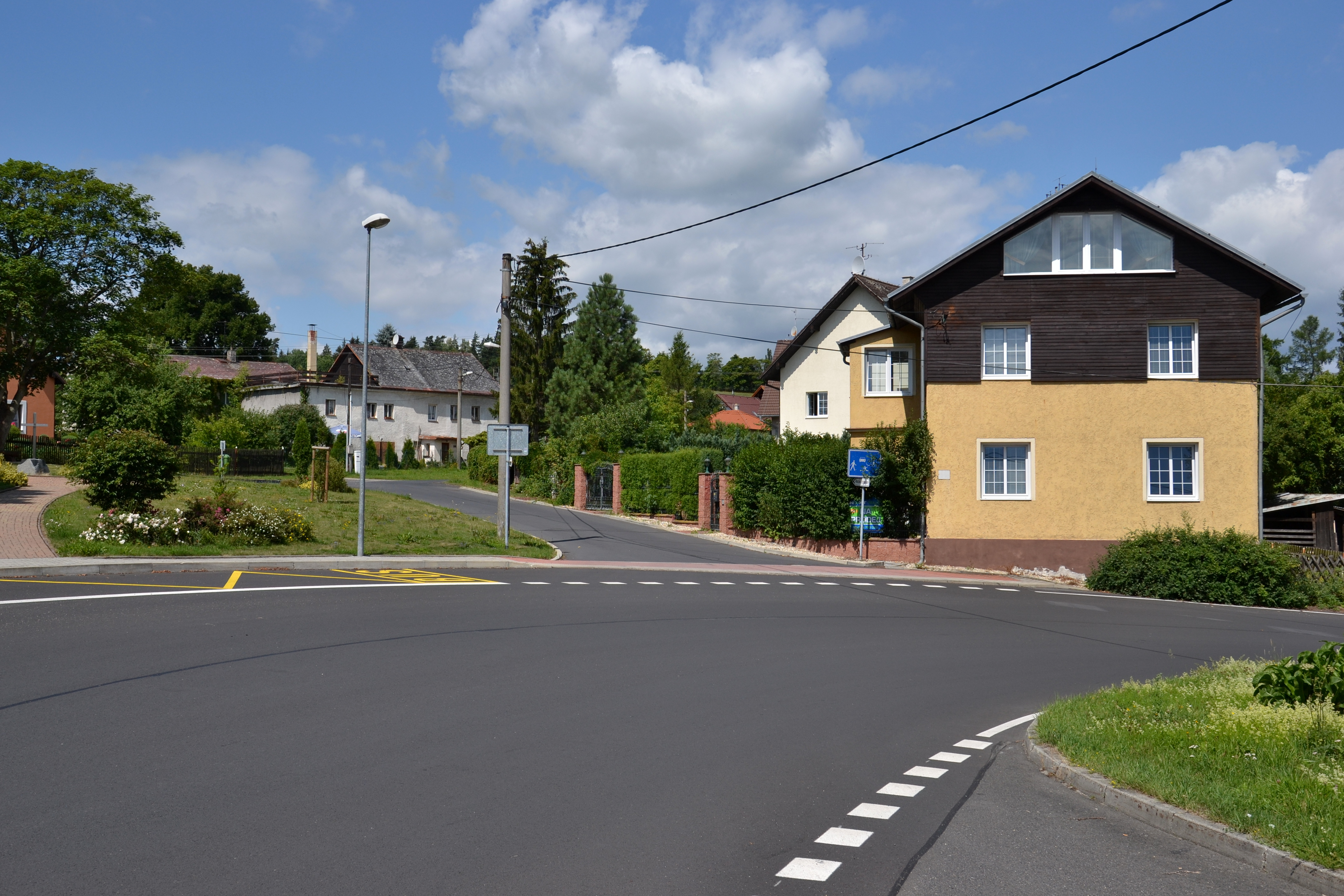
Střední část vesnice
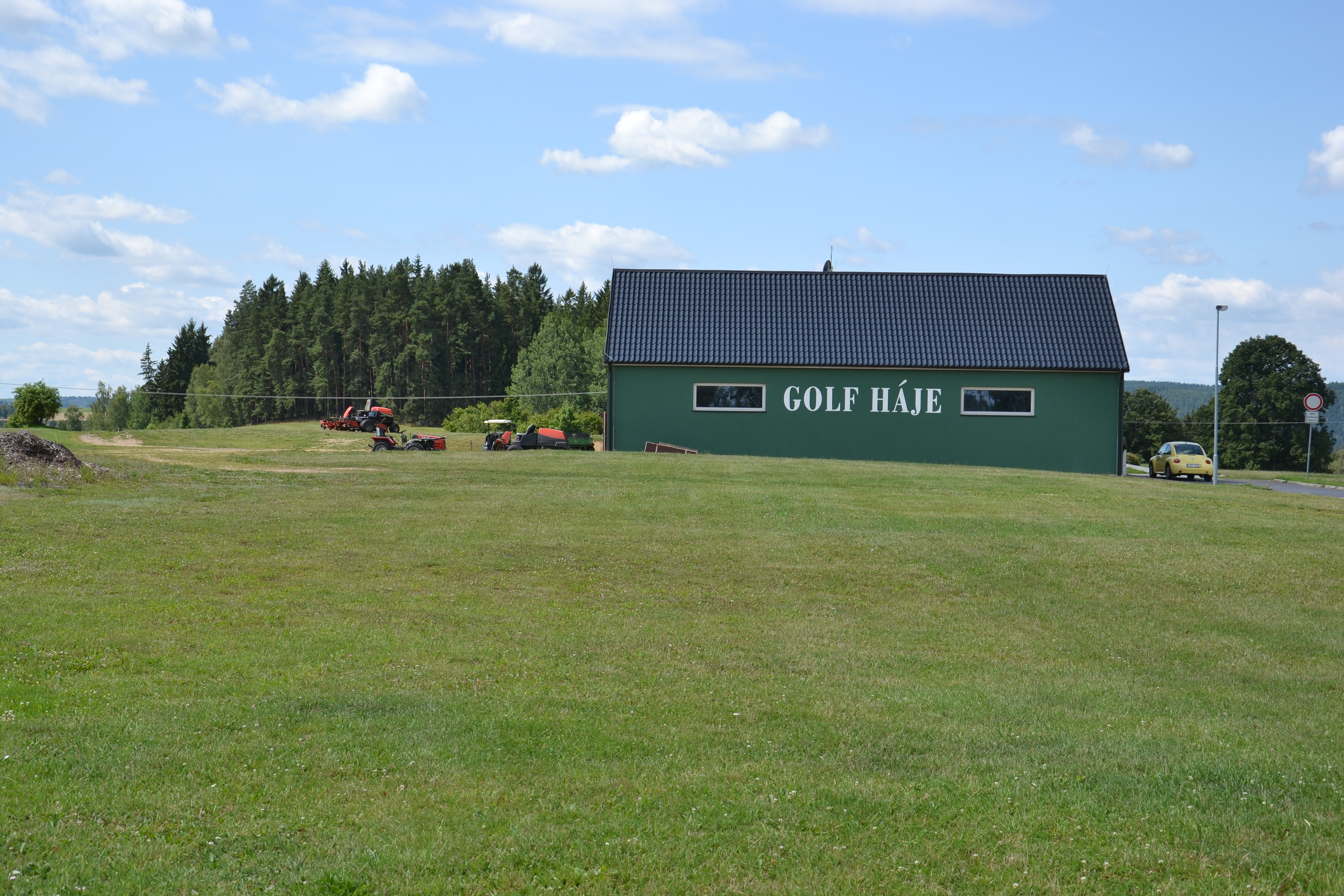
Golfové hřiště